# The Bakery
The Bakery er en amerikansk stumfilm fra 1921 af Norman Taurog og Larry Semon.

## Medvirkende
- Larry Semon som Larry
- Oliver Hardy
- Frank Alexander
- Norma Nichols
- William Hauber
- Grover Ligon
- Eva Thatcher
- Pete Gordon
- Al Thompson
- Jack Duffy